# جوزيف إبستاين
جوزيف إبستاين (بالإنجليزية: Joseph Epstein)‏ هو كاتب قصص قصيرة وكاتب وأستاذ جامعي أمريكي، ولد في 9 يناير 1937 في شيكاغو في الولايات المتحدة.